# أبو الحسن الموسوي الأصفهاني
أبو الحسن بن محمد بن عبد الحميد الموسوي الأصفهاني (1277 هـ - 9 ذو الحجة 1365 هـ). هو مرجع وفقيه شيعي إثني عشري، تسّلم المرجعية بعد وفاة محمد حسين النائيني، فصار أكبر مراجع الشيعة وقياداتهم الدينية والسياسية في إيران والعراق في حينه.

## نبذة بسيطة
ولد سنة 1277 هـ في إحدى القرى التابعة لمدينة فلاورجان التابعة لمحافظة أصفهان، وينتمي لأسرة متدينة فوالده محمد كان من رجال الدين في أصفهان، وكذلك جده عبد الحميد الذي كان أحد طلاب محمد حسن النجفي - المشهور بصاحب الجواهر -، وينتهي نسب عائلته بواسطة اثنين وثلاثين عقباً إلى موسى بن جعفر الكاظم.
ابتدأ دراسته الدينية في مدينة فلاورجان حيث مسقط رأسه، وعندما بلغ الرابعة عشرة من عمره ذهب إلى مدينة أصفهان ودرس عند بعض رجال الدين هناك أمثال مهدي النحوي، ومحمد باقر الدرجئي، والآخوند الكاشي، وابتدأ دراسة المراحل الأولية من «البحث الخارج» عند آية الله الجهار سوقي، وآية الله أبوالمعالي، وآية الله محمد باقر الدرجئي، والحكيم جهانكير خان، والآخوند الكاشي.
في عام 1307 هـ؛ هاجر الأصفهاني إلى مدينة النجف وتتلمذ عند رجال الدين والمراجع الموجودين آنذاك أمثال حبيب الله الرشتي، ومحمد كاظم الخراساني، ومحمد كاظم الطباطبائي اليزدي - صاحب كتاب «العروة الوثقى» -، وقد تبوأ هناك المرجعية والقيادة الدينية والسياسية وقد عارض تنصيب فيصل الأول ملكاً على العراق.

## مؤلفاته
- وسيلة النجاة. هذا الكتاب هو رسالته العملية لمقلديه باللغة العربية، وعلى هذه الرسالة العديد من التعليقات والحواشي.
- وسيلة النجاة الصغرى. هذا الكتاب مختصر لرسالته العملية «وسيلة النجاة».
- حاشية على العروة الوثقى. هذا الكتاب حاشية على كتاب «العروة الوثقى» لمحمد كاظم الطباطبائي اليزدي.
- شرح كفاية الأصول. هذا الكتاب شرحٌ على كتاب «كفاية الأصول» للآخوند الخراساني.
- أنيس المقلدين. هذا الكتاب رسالة عملية لمقلديه باللغة الفارسية.
- حاشية على تبصرة العلامة. هذا الكتاب حاشية على كتاب «تبصرة المتعلمين في أحكام الدين» للعلامة الحلي.
- حاشية على نجاة العباد.
- ذخيرة الصالحين.
- ذخيرة العباد.
- منتخب الرسائل.